# Identity Crisis (Sweet)
Identity Crisis è il nono album dei Sweet, pubblicato nel 1982 per l'etichetta discografica Polydor Records.

## Tracce
1. Identity Crisis (Scott/Tucker/Priest) 4:11
2. New Shoes (Scott/Tucker/Priest) 3:27
3. Two Into One (Scott/Tucker/Priest) 2:42
4. Love Is the Cure (Scott) 3:42
5. It Makes Me Wonder (Scott/Tucker/Priest) 3:28
6. Hey Mama (Scott/Tucker/Priest) 3:32
7. Falling in Love (Scott/Tucker/Priest) 4:45
8. I Wish You Would (Arnold) 3:17 (Billy Boy Arnold Cover)
9. Strange Girl (Scott/Tucker/Priest) 4:30

## Formazione
- Steve Priest - voce, basso
- Andy Scott - chitarra, voce principale nel brano "It Makes me Wonder".
- Mick Tucker - batteria, cori